# Dystrykt Quthing
Dystrykt Quthing – jest jednym z 10 dystryktów w Lesotho.